# 佐藤誠治 (銀行家)
佐藤 誠治（さとう せいじ、1958年12月31日 - ）は、日本の銀行家。東京スター銀行上席顧問、前頭取。香川県出身。

## 来歴
香川県立丸亀高等学校卒業後、早稲田大学政治経済学部に進学。1982年に早稲田大学を卒業し、東京貿易（現、東京貿易ホールディングス）に入社。1989年三井銀行（現、三井住友銀行）に入行。バンコク支店長などを経て、2013年に同行常務執行役員、2015年に三井倉庫ホールディングス取締役に就任。2016年に東京スター銀行副頭取、2017年より、同行頭取。

2020年4月1日、多田正己に頭取職を託し、自身は同行上席顧問に就任。